# O Direito de Nascer (2001)
O Direito de Nascer é uma telenovela brasileira produzida pela JPO Produções em 1997 e exibida pelo SBT apenas 4 anos depois, entre 21 de maio e 2 de outubro de 2001, em 116 capítulos. Originalmente estrearia em setembro de 1997, substituindo Os Ossos do Barão, porém a emissora vivia uma crise financeira e arquivou a novela completamente gravada sem editar.
Baseada na radionovela cubana El Derecho de Nacer, escrita por Félix Caignet em 1940, foi adaptada por Aziz Bajur, com colaboração de Jayme Camargo e Alcione Carvalho, supervisão de texto de Crayton Sarzy, sob direção de Roberto Talma e José Paulo Vallone e direção geral de Roberto Talma.
Contou com Guilhermina Guinle, João Vitti, Dhu Moraes, Jorge Pontual, Ana Cecília Costa, Luiz Guilherme, Elaine Cristina e Esther Góes nos papéis principais.

## Antecedentes
A obra O Direito de Nascer (El derecho de nacer em espanhol) foi uma radionovela cubana escrita pelo escritor e compositor da mesma nacionalidade Félix B. Caignet que foi transmitida em Havana pela primeira vez em 1 de abril de 1948 através de CMQ Radio. Com 314 episódios transmitidos em 20 minutos cada um, foi um êxito de rádio em seu país de origem, e posteriormente foi adaptado no rádio, cinema, televisão e história em quadrinhos ao redor do continente americano.
A trama foi um sucesso do rádio brasileiro na década de 1950. Na Rádio Tupi, em São Paulo, o herói Albertinho Limonta era interpretado por Walter Forster e, na Rádio Nacional, do Rio de Janeiro, por Paulo Gracindo, já artistas consagrados. Na televisão brasileira a obra foi apresentada em três versões: a primeira versão, lançada pela Rede Tupi entre 1964 e 1965, foi um marco da teledramaturgia nacional. A segunda versão, também da Rede Tupi, entre 1978 e 1979, não conseguiu alcançar a mesma repercussão que a primeira.
A Televisa produziu três versões, a primeira de 1966, a segunda entre 1981 e 1982 e a terceira de 2001. A novela mexicana da década de 1980 foi a terceira novela desta obra exibida no Brasil, apresentada pelo SBT entre 19 de setembro de 1983 a 3 de março de 1984.

## Produção

### Roteiro
Em 1995, Sílvio Santos comprou, em Cuba, os direitos da obra O Direito de Nascer. Fechou a aquisição pelo valor de 50 mil dólares. Anteriormente, o próprio SBT já tinha apresentado uma adaptação da obra, a mexicana El derecho de nacer, produzida pela Televisa e exibida pelo Canal de las Estrellas.
A versão para o SBT toma como base o texto da novela de rádio e foi sendo adaptada por Aziz Bajur, Jaime Camargo e Alcione Carvalho. A trama se passa em Havana e em Santiago de Cuba no começo do século e é composta por três fases (1900, 1910 e 1928), com 120 capítulos, "Usamos a mesma temática e estamos criando vários personagens e descrevendo melhor a trajetória deles. Nas outras versões, o recurso do flashback foi muito usado, agora vamos mostrar a história de cada um", diz Bajur. Para escrever esse remake de O Direito de Nascer, Bajur leu o original da novela de rádio e preparou uma sinopse. Agora, sua equipe já tem 37 capítulos escritos. A JPO, que produz a novela para o SBT, promete versão requintada, com novas tramas para enriquecer a história.

### Gravações
As gravações começaram em agosto de 1997, ainda sem atores. A assessoria da JPO, a produtora do diretor Roberto Talma, afirmou que foi só um ensaio de câmera, na estação ferroviária de Anhumas, interior de São Paulo. As gravações da nova versão de O Direito de Nascer, começaram, para valer, este mês, em Paraty, no litoral do Rio de Janeiro. A produtora que regrava a novela, escrita originalmente em 1946 pelo cubano Félix Caignet, cogita nomes como Esther Góes, Luiz Guilherme, Guilhermina Guinle, Antônio Petrin e Angelina Muniz. As primeiras cenas foram gravadas em Campinas, no interior de São Paulo. Posteriormente, equipe e elenco iniciaram as gravações em estúdio, na capital São Paulo.
Mesmo sem previsão de estreia, as gravações de O Direito de Nascer continuaram a todo o vapor. Produzida pela JPO do diretor Roberto Talma para o SBT, a novela já tem 33 capítulos prontos, Silvio Santos assistirá às primeiras cenas da trama para avaliação, "Não sabemos quais são os planos do SBT, mas se Sílvio Santos decidir pôr a novela no ar amanhã, estamos preparados", diz João Paulo Vallone, sócio de Roberto Talma, na próxima semana o empresário Sílvio Santos irá assistir aos cinco primeiros capítulos, "De repente, ele manda mudar tudo", diz Vallone.
Segundo Vallone, a adaptação de Aziz Bajur do original de Félix Caignet será dividida em três fases, num total de 123 capítulos. Cada um custará em média R$ 40 mil.

## Exibição
Com as gravações em andamento, a ideia era que O Direito de Nascer fosse a substituta de Os Ossos do Barão, mas a última ordem do patrão Silvio Santos é a de que Maria Mercedes, trama mexicana estrelada por Thalia, entrasse no lugar de Os Ossos do Barão, a partir de 13 de outubro de 1997.
Em 1998, O Direito de Nascer chegou a ser uma das opções para substituir Maria do Bairro, mas foi trocada por Pérola Negra – outra novela que havia sido engavetada pela emissora – Curiosamente, a escolha por Pérola Negra foi feita pelo auditório do Programa Silvio Santos. O empresário e apresentador exibiu trechos das duas produções e suas "colegas de trabalho" demonstraram maior interesse pelo texto argentino, em detrimento de O Direito de Nascer.
Em 1999, a emissora pretendia exibir O Direito de Nascer como sucessora de Pérola Negra mas optou pela inédita mexicana A Usurpadora por causa da concorrência no horário com a novela Louca Paixão, da Rede Record, ""O Direito..." tem um tom muito pesado. O público acostumado com "Pérola Negra" acabaria migrando para a Record", afirmou   Eduardo Lafon, diretor de programação do SBT. Silvio Santos escolheu o ano de 2001 para transmitir a telenovela, onde o SBT passava por um bom momento na audiência.

### Reprises
O SBT nunca reprisou a novela, mas no entanto foi exibida pelo canal Fox Life Brasil entre 25 de maio a 13 de novembro de 2015, substituindo A Escrava Isaura, às 20h.  Na Fox Life, a trama e exibida com classificação indicativa de "inadequada para menores de 14 anos". Também foi exibida na portuguesa RTP, entre 2 de novembro de 2011 e 28 de junho de 2012, tendo uma reapresentação em 2013.
Em dezembro de 2017, foi confirmado um acordo entre a JPO Produções e a TV Aparecida para uma exibição da telenovela a partir de 14 de fevereiro de 2018, entrando nas faixas horárias em que foi exibida A Padroeira. Assim como a antecessora, foi exibida inicialmente de segunda a sábado, sendo que posteriormente a exibição aos sábados passou a ser um resumo dos capítulos exibidos de segunda a sexta. A trama foi finalizada no canal em 8 de agosto de 2018, com 125 capítulos, sendo substituída pela venezuelana Coração Esmeralda, que estreou em setembro de 2018.

## Enredo
Na sociedade moralista de Havana, capital de Cuba, no início do século XX, a jovem Maria Helena engravida do noivo Alfredo, filho do inimigo do seu pai, o poderoso Dom Rafael, e diante da recusa do rapaz em assumir o filho, torna-se mãe solteira. A criança será alvo do ódio do avô, que fará de tudo para acabar com ele. Após o nascimento, temendo as represálias do velho, a criada negra Dolores foge com o bebê, que batiza como Alberto. Depois disso, desgostosa, Maria Helena se recolhe a um convento, e passa a atender por Irmã Helena da Caridade. Sempre fugindo, Dolores cria o menino e ele, já crescido, forma-se em medicina. O destino leva Alberto à família que desconhece, para desespero de Mamãe Dolores. Albertinho se apaixona, sem saber, por sua prima Isabel Cristina, e acaba salvando a vida do avô que o amaldiçoara no passado.

## Elenco
| Intérprete           | Personagem                           |
| -------------------- | ------------------------------------ |
| Guilhermina Guinle   | Maria Helena de Juncal               |
| João Vitti           | Jorge Luís Belmonte                  |
| Dhu Moraes           | Mamãe Dolores                        |
| Jorge Pontual        | Alberto de Juncal (Albertinho)       |
| Ana Cecília Costa    | Isabel Cristina de Juncal Monteverde |
| Luiz Guilherme       | Rafael de Juncal                     |
| Elaine Cristina      | Conceição de Juncal                  |
| Angelina Muniz       | Condessa Victória de Monteverde      |
| Esther Góes          | Laura Gonzales                       |
| Cynthia Benini       | Emília Gonzales                      |
| Fernando Eiras       | Alfredo Villareal Martins            |
| Vera Zimmermann      | Cecília Moraes                       |
| Fernando Alves Pinto | Oswaldo Martins                      |
| Márcia Maria         | Madre Superiora Tereza               |
| Antônio Petrin       | Frei Estevão de Santarém             |
| Dênis Derkian        | Ricardo de Monteverde                |
| Ana Kutner           | Dorinha de Juncal                    |
| Olivetti Herrera     | Luiggi                               |
| Sônia Lima           | Basília                              |
| Marcelo Mansfield    | Frederico                            |
| Gustavo Haddad       | Horácio                              |
| Valéria Alencar      | Clementina                           |
| Lavínia Pannunzio    | Marcelina                            |
| Miguel Magno         | Comendador Fagundes                  |
| Neco Vila Lobos      | Anselmo                              |
| Ariel Moshe          | Dr. Pezzi                            |
| Cida Moreira         | Irina                                |
| Octávio Mendes       | Jonas                                |
| Bruna Thedy          | Verinha                              |
| Jerusa Franco        | Rosário                              |
| Jacqueline Cordeiro  | Carmela                              |
| Lorena Nobel         | Carmen                               |
| Sofia Papo           | Dulce                                |
| Luciano Chirolli     | Ramon                                |
| Maurício Moraes      | Dodô                                 |
| Paixão de Jesus      | Célia                                |
| Maria Teresa         | Rufina                               |
| Ludmila Rosa         | Laurita Gonzales                     |

### Participações especiais
| Ator                   | Personagem          |
| ---------------------- | ------------------- |
| Maria Estela           | Augusta             |
| Márcia Real            | Madre Teresa        |
| Renato Borghi          | Ramiro Martins      |
| Geórgia Gomide         | Luiza               |
| Tânia Bondezan         | Mirtes              |
| Norival Rizzo          | Inspetor Pedro      |
| Fabiana Alvarez        | Laura               |
| Paula Ribas            | Irmã Fátima         |
| Nilton Bicudo          | Astolfo             |
| Lui Strassburger       | General             |
| Imara Reis             | Mercedes de Campos  |
| Carlos Meceni          | Mariano de Campos   |
| Alexandra Marques      | Julinha de Campos   |
| Maurício Xavier        | Pedro               |
| Osmar de Pieri         | General             |
| Paulo Ivo              | Bruno Capataz       |
| Ângelo de Souza Ozório | Gomes               |
| Gilberto Salvio        | Padre Leonardo      |
| Sérgio Luiz de Campos  | Comandante Gonzales |
| Hugo Coelho            | José                |
| Wanderley Martins      | Rubem               |
| Valdir Rivaben         | Godoy               |
| Bruna Marcotti         | Laurita (jovem)     |
| Tabata Queirós         | Dorinha (jovem)     |
| Kaíto Ribeiro          | Albertinho (jovem)  |

## Recepção

### Audiência
O Direito de Nascer sucedeu a reprise de Éramos Seis (até hoje, a novela mais bem-sucedida do SBT) e segurou a audiência do horário com médias de 15 pontos no Ibope (na Grande São Paulo) contra 30 da Globo.

### Legado
Guilhermina Guinle satirizou a personagem que protagonizou em O Direito de Nascer no seriado do SBT, Meu Cunhado, parodiando a cena do parto com o elenco do programa.

## Versões
O Direito de Nascer foi baseada na obra El derecho de nacer, radionovela cubana escrita pelo escritor e compositor cubano Félix B. Caignet que foi transmitida pela primeira vez em 1948. As demais produções foram:
Rádio
- El derecho de nacer, radionovela venezuelana adaptada da versão cubana transmitida entre 1949 e 1950.
- El derecho de nacer, radionovela mexicana adaptada da versão cubana transmitida em 1950.
- El derecho de nacer, radionovela venezuelana como uma minissérie adaptada da versão cubana transmitida em 2010.

Televisão
- El derecho de nacer, telenovela cubana de 1952, adaptação da radionovela de 1948 e protagonizada por Salvador Levy, Violeta Jimenez e Carlos Badia.
- El derecho de nacer, telenovela de Porto Rico produzida em 1959 e protagonizada por Helena Montalban e Braulio Castillo.
- El derecho de nacer, telenovela equatoriana produzida em 1960, uma das primeiras telenovelas neste país.
- El derecho de nacer, telenovela peruana de 1962.
- O Direito de Nascer, telenovela brasileira produzida pela Rede Tupi em 1964 e protagonizada por Amilton Fernandes e Nathalia Timberg.
- O Direito de Nascer, telenovela brasileira produzida pela TV Paraná Canal 6 em 1966 e protagonizada por Airton Muller, Aracy Pedrozo e Odelair Rodrigues.
- O Direito de Nascer, telenovela brasileira produzida pela Rede Tupi em 1978 e protagonizada por Eva Wilma e Carlos Augusto Strazzer.
- El derecho de nacer, telenovela venezuelana produzida pela RCTV em 1965 e protagonizada por Raúl Amundaray e Conchita Obach.
- El derecho de nacer, telenovela mexicana produzida para Telesistema Mexicano (hoje Televisa) em 1966 e protagonizada por María Rivas e Enrique Rambal.
- El derecho de nacer, telenovela mexicana produzida para Televisa em 1981 e protagonizada por Verónica Castro e Salvador Pineda.
- El derecho de nacer, telenovela mexicana produzida para Televisa em 2001 e protagonizada por Kate del Castillo e Saúl Lisazo.

Cinema
- El derecho de nacer, filme mexicano lançado em 1952, dirigida por Zacarías Gómez Urquiza e protagonizada por Jorge Mistral e Gloria Marín.
- El derecho de nacer, filme mexicano lançado em 1966, dirigida por Tito Davison e protagonizada por Aurora Bautista e Julio Alemán.